# Виа Мандзони
Виа Мандзони (итал. Via Manzoni) — одна из центральных улиц Милана, проходит сквозь Квартал моды. На улице расположены бутики известных домов высокой моды, что делает её одной из самых дорогих улиц в мире.
Ближайшая станция метро: Монтенаполеоне на линии М3.

## История

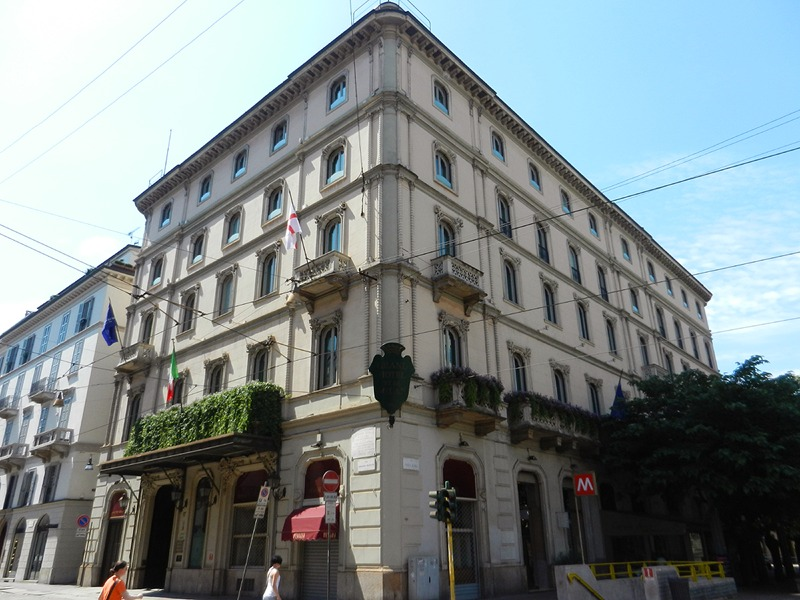
«Grand Et De Milan»

Первоначально представляла собой две улицы — Корсиа дель Джардино до перекрестка с Виа Монте Наполеоне и Корсо ди Порта Нуова до Пьяцца Кавур.
В 1863 году на улице был открыта гостиница «Grand Et De Milan», расположенная в нескольких минутах езды на карете от театра «Ла Скала», она стала популярной среди композиторов, музыкантов, певцов и любителей музыки. 
27 января 1901 года в этой гостинице умер великий итальянский композитор Джузеппе Верди.
В 1990 году, когда была открыта станция метро Монтенаполеоне, фонтан, спроектированный Альдо Росси, был установлен на Виа Кроче Росса как памятник Сандро Пертини, Президенту Италии (1978—1985).

## Достопримечательности
д. 12 — Музей Польди-Пеццоли
д. 29 — Grand Hotel et de Milan